# Ignace Antoine II Hayek
Ignace Antoine II Hayek (né à Alep en Syrie le 14 septembre 1910 - mort au Liban le 21 février 2007) fut primat de l'Église catholique syriaque entre le 10 mars 1968 et le 23 juillet 1998.